# Heinrich Lang (Landrat)

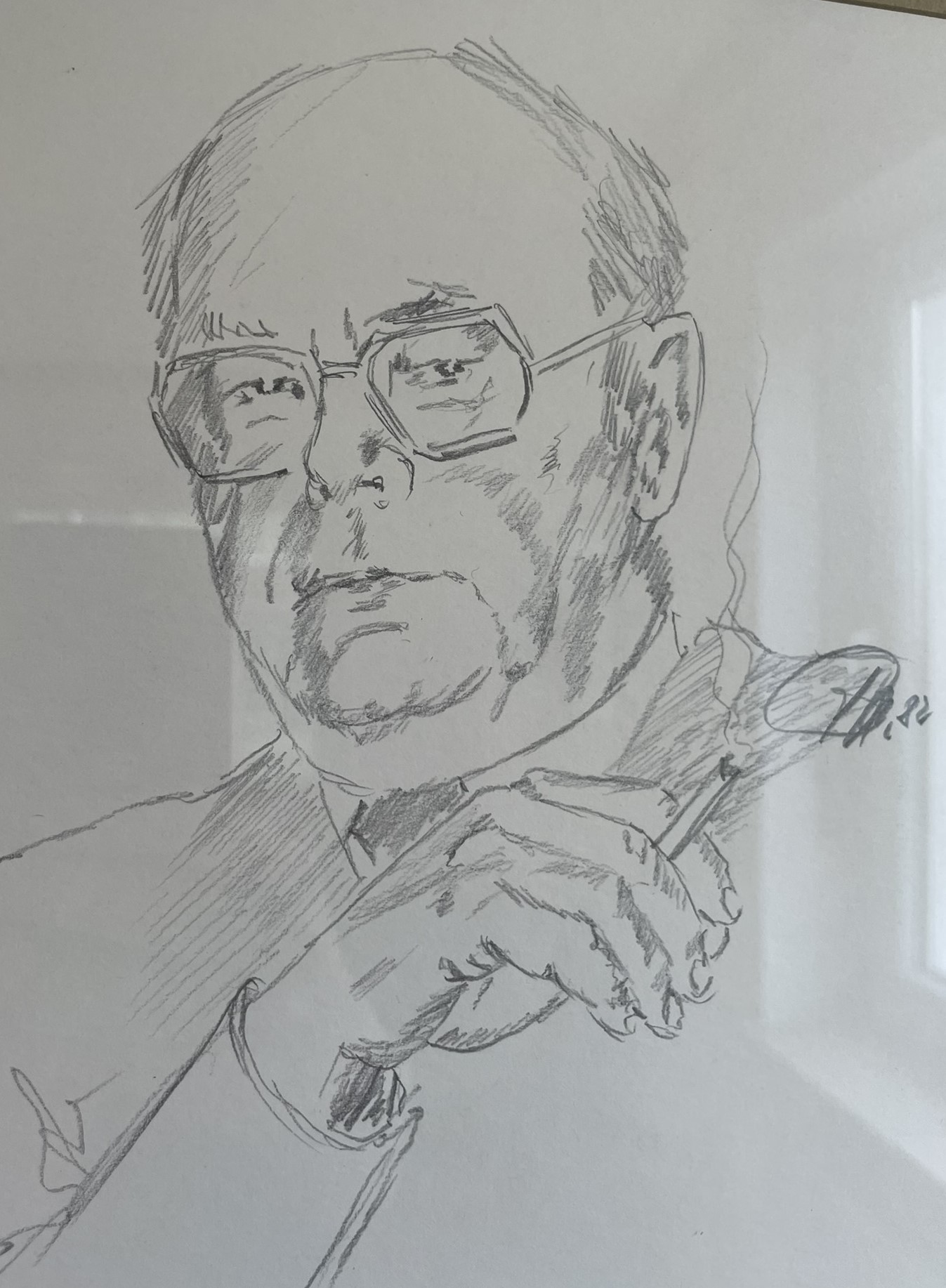
Heinrich Lang

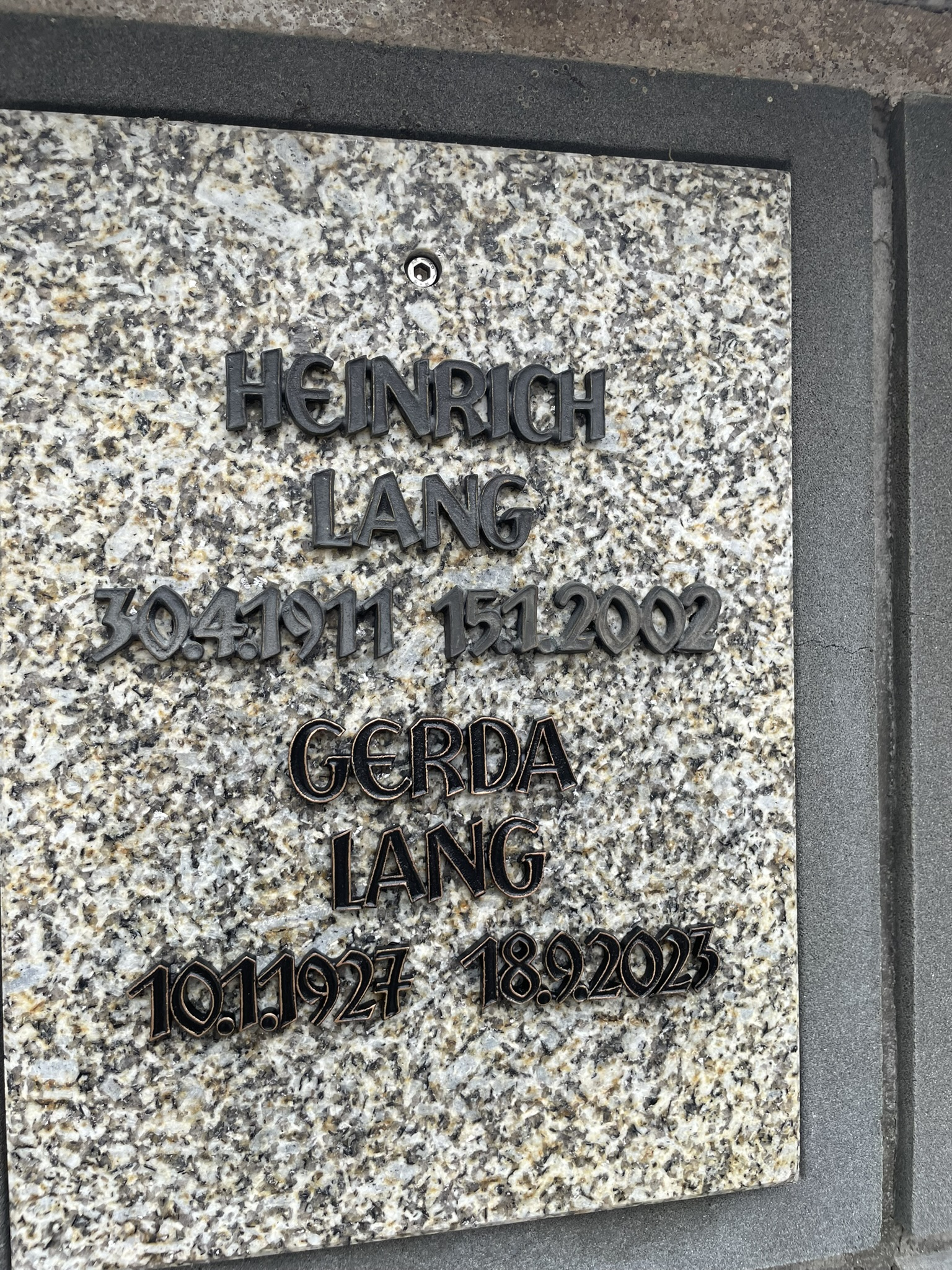
Grab Gerda und Heinrich Lang

Heinrich Lang (* 30. April 1911 in Marxgrün; † 15. Januar 2002 in Naila) war ein deutscher Kommunalpolitiker (SPD) und letzter Landrat des Landkreises Naila.

## Werdegang
Sein Vater Heinrich Lang Senior war von 1945 bis 1948 Bürgermeister von Naila. Lang selbst war von Beruf Verwaltungsbeamter. Er gehörte von 1948 an dem Kreistag von Naila an und war seit 1954 Mitglied des Bezirkstags von Oberfranken. Auf Vorschlag der SPD wurde er 1963 zum Landrat des Landkreises Naila gewählt und 1968 mit 99,3 % der Stimmen im Amt bestätigt. Er blieb bis zur Auflösung des Landkreises im Zuge der Kreisgebietsreform am 1. Juli 1972 im Amt.